# Kryptofašismus
Kryptofašismus je skrytá forma fašismu. Směřuje k politickému fašismu, ale navenek se od něj distancuje, protože politický fašismus je odmítán společností nebo je přihlášení se k němu v rozporu se zákony konkrétního státu.

## V kultuře
Používání termínu bývá někdy předmětem parodií, např. v díle Fotostroj času (angl. Timeslides) britského sci-fi sitcomu Červený trpaslík se Dave Lister vrací zpátky v čase a zjišťuje, že když mu bylo 17 let, nazýval téměř vše kryptofašistickým.